# Osztrák császárnék listája
Az osztrák császárné (németül: Kaiserin von Österreich) Ausztria császárának hitvese volt. A címet akkor hozták létre, amikor 1804-ben II. Ferenc német-római császár lemondani kényszerült, ezzel hivatalosan megszűnt a Szent Római Birodalom, ám annak érdekében, hogy státuszát megőrizze Napóleonnal szemben, Ausztriát örökletes monarchiává tette és felvette az osztrák császári címet. Az osztrák császárnék a számos egyéb címeik mellett egyben magyar és cseh királynék is voltak, ami később, az 1867-es kiegyezéssel létrejött Osztrák–Magyar Monarchia idején is megmaradt. Ez a cím egészen 1918-ig, a Monarchia első világháborús veresége utáni széthullásáig állt fenn.
1804-es létrejötte és 1918-as megszűnése között összesen hat személy viselte ezt a titulust, leghosszabb ideg – több mint negyvennégy évig – Erzsébet, azaz „Sissi” császárné. Az első német-római császárnéból lett osztrák császárné a Bourbon-házból származó Szicíliai Mária Terézia, míg utolsó osztrák császárné a szintén Bourbon-házból való Parmai Zita volt. Házastársaik, az osztrák császárok a Habsburg–Lotaringiai-házból születtek.

## Osztrák császárnék
| Portré | Császárné                                 | Felmenője                                                         | Házassága                                            | Császárnévá válása                                   | Császárnéi ciklusa vége               | Halála                           | Házastárs        |
| ------ | ----------------------------------------- | ----------------------------------------------------------------- | ---------------------------------------------------- | ---------------------------------------------------- | ------------------------------------- | -------------------------------- | ---------------- |
|        | Bourbon–Szicíliai Mária Terézia császárné | I. Ferdinánd nápoly–szicíliai kettős király (Bourbon–Szicíliaiak) | 1790. augusztus 15. házasságkötése                   | 1804. augusztus 11. titulusa létrejötte              | 1807. április 13. (34 évesen)         | 1807. április 13. (34 évesen)    | I. Ferenc        |
|        | Ausztriai Mária Ludovika császárné        | Ferdinánd Károly, Modena hercege (Habsburg–Esteiek)               | 1808. január 6. házasságkötése, császárnévá válása   | 1808. január 6. házasságkötése, császárnévá válása   | 1816. április 7. (28 évesen)          | 1816. április 7. (28 évesen)     | I. Ferenc        |
|        | Bajorországi Karolina Auguszta császárné  | I. Miksa József bajor király (Wittelsbachok)                      | 1816. október 29. házasságkötése, császárnévá válása | 1816. október 29. házasságkötése, császárnévá válása | 1835. március 2. férje halála         | 1873. február 9. (81 évesen)     | I. Ferenc        |
|        | Savoyai Mária Anna császárné              | I. Viktor Emánuel szárd–piemonti király (Savoyaiak)               | 1831. február 27. házasságkötése                     | 1835. március 2. férje trónra lépte                  | 1848. december 2. férje lemondása     | 1884. május 4. (80 évesen)       | I. Ferdinánd     |
|        | Bajorországi Erzsébet császárné           | Miksa József bajor herceg (Wittelsbachok)                         | 1854. április 24. házasságkötése, császárnévá válása | 1854. április 24. házasságkötése, császárnévá válása | 1898. szeptember 10. (60 évesen)      | 1898. szeptember 10. (60 évesen) | I. Ferenc József |
|        | Bourbon–Parmai Zita császárné             | I. Róbert parmai herceg (Bourbon–Parmaiak)                        | 1911. június 13. házasságkötése                      | 1916. november 21. férje trónra lépte                | 1918. november 11. férje trónfosztása | 1989. március 14. (96 évesen)    | I. Károly        |